# Décennie 1300 en arts plastiques
Chronologie des arts plastiques
Années 1290 - Années 1300 - Années 1310

## Réalisations
- Vers 1300 : Madone des Franciscains, de Duccio[1].
- 1300-1303 : Vierge d'Ognissanti de Giotto di Bondone[2].
- Vers 1300-1305 : polyptyque de la Badia de Giotto di Bondone[3].

- 1302 : Cimabue achève la mosaïque représentant Le Christ en majesté, entouré par la Vierge et de saint Jean l’évangéliste dans l’abside de la cathédrale de Pise, sa dernière œuvre[4].
- 1303-1305 : Giotto peint les fresques de la chapelle des Scrovegni à Padoue[5].
- Vers 1307 : Gaddo Gaddi réalise la mosaïque du  Couronnement de la Vierge, au-dessus du portail central de la cathédrale Santa Maria del Fiore à Florence[6].
- Après 1308 : Gaddo Gaddi achève la décoration de l'abside de la basilique Sainte-Marie-Majeure à Rome[7].

- 1308-1311 : le peintre siennois Duccio peint le retable La Maesta, acte de naissance de l'École siennoise[8].

- Avant 1310 : Giovanni da Rimini, de l'école de Rimini, réalise le   diptyque de la Vie de la Vierge[1].

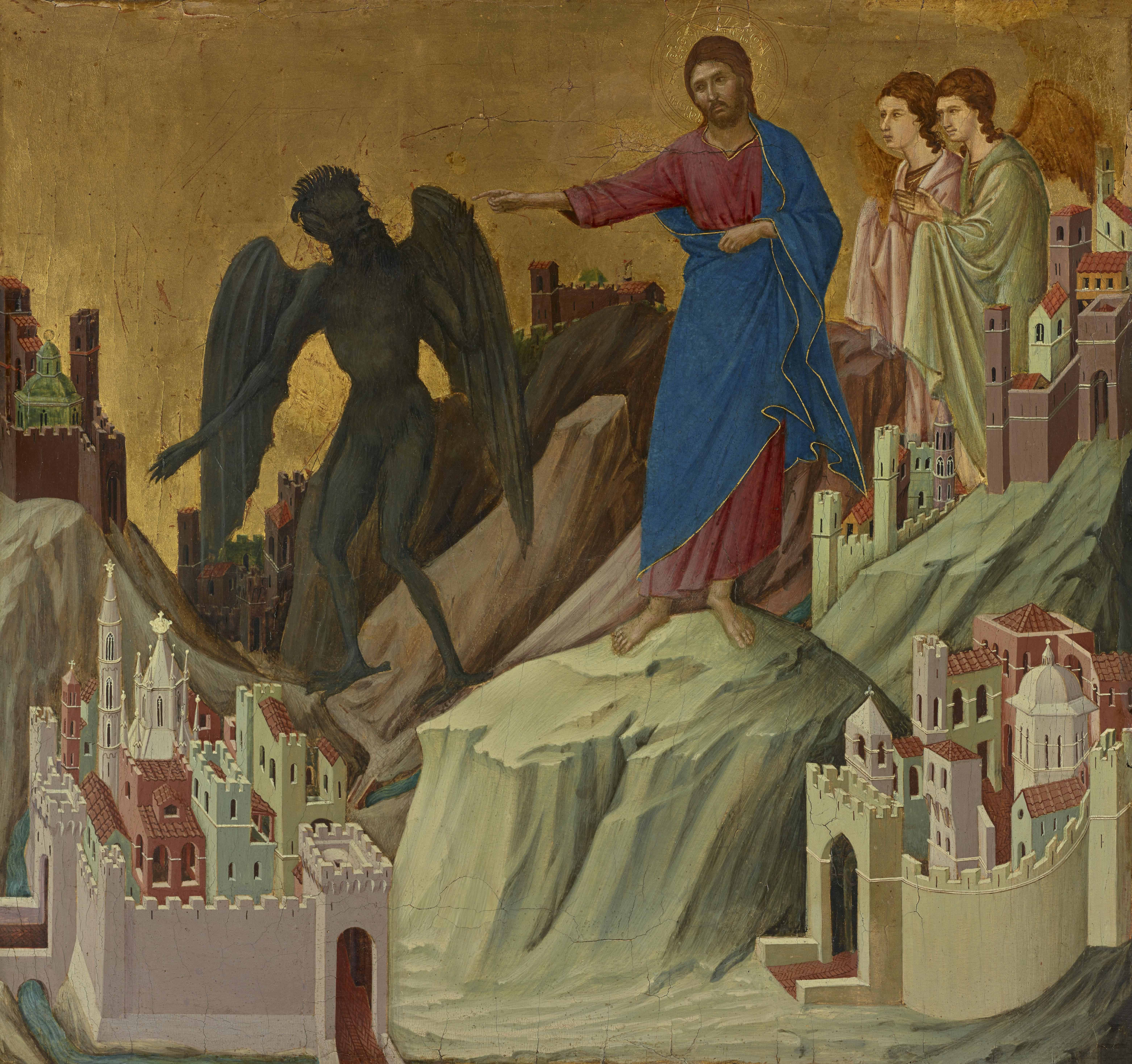
La Tentation du Christ, détail du retable de Duccio, La Maesta
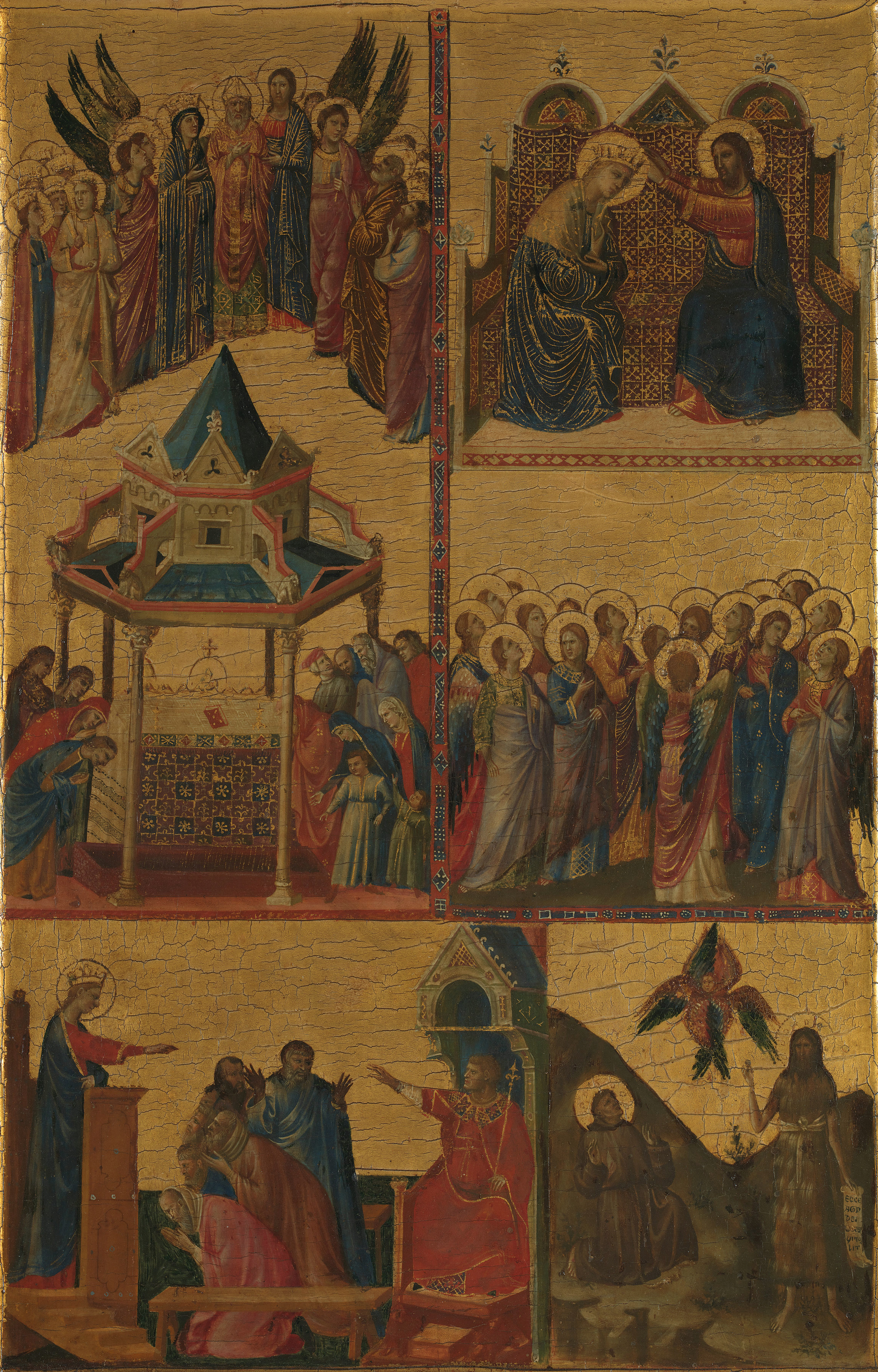
Scènes de la Vie de la Vierge de Giovanni da Rimini.
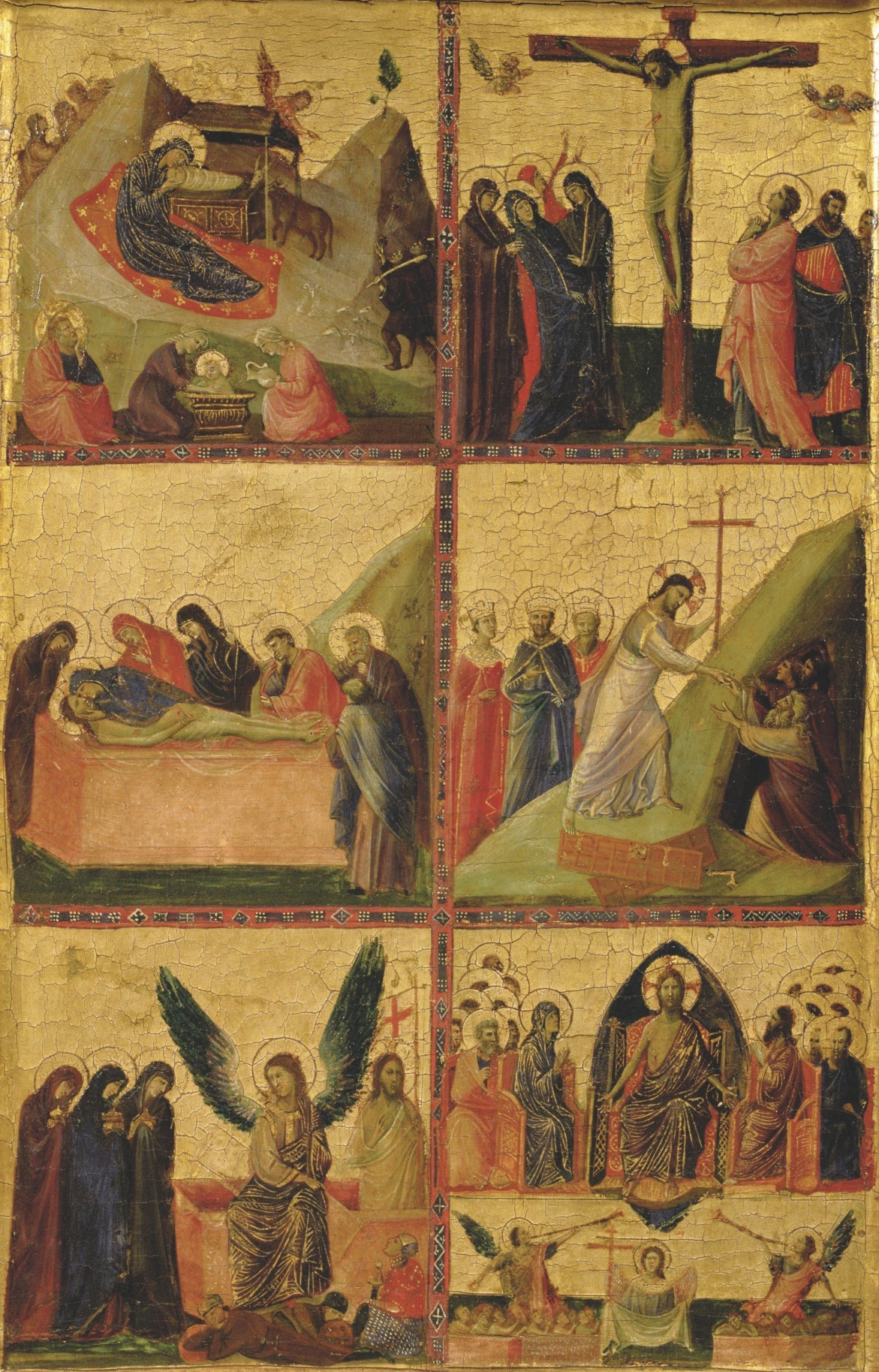
Scènes de la Vie du Christ de Giovanni da Rimini.
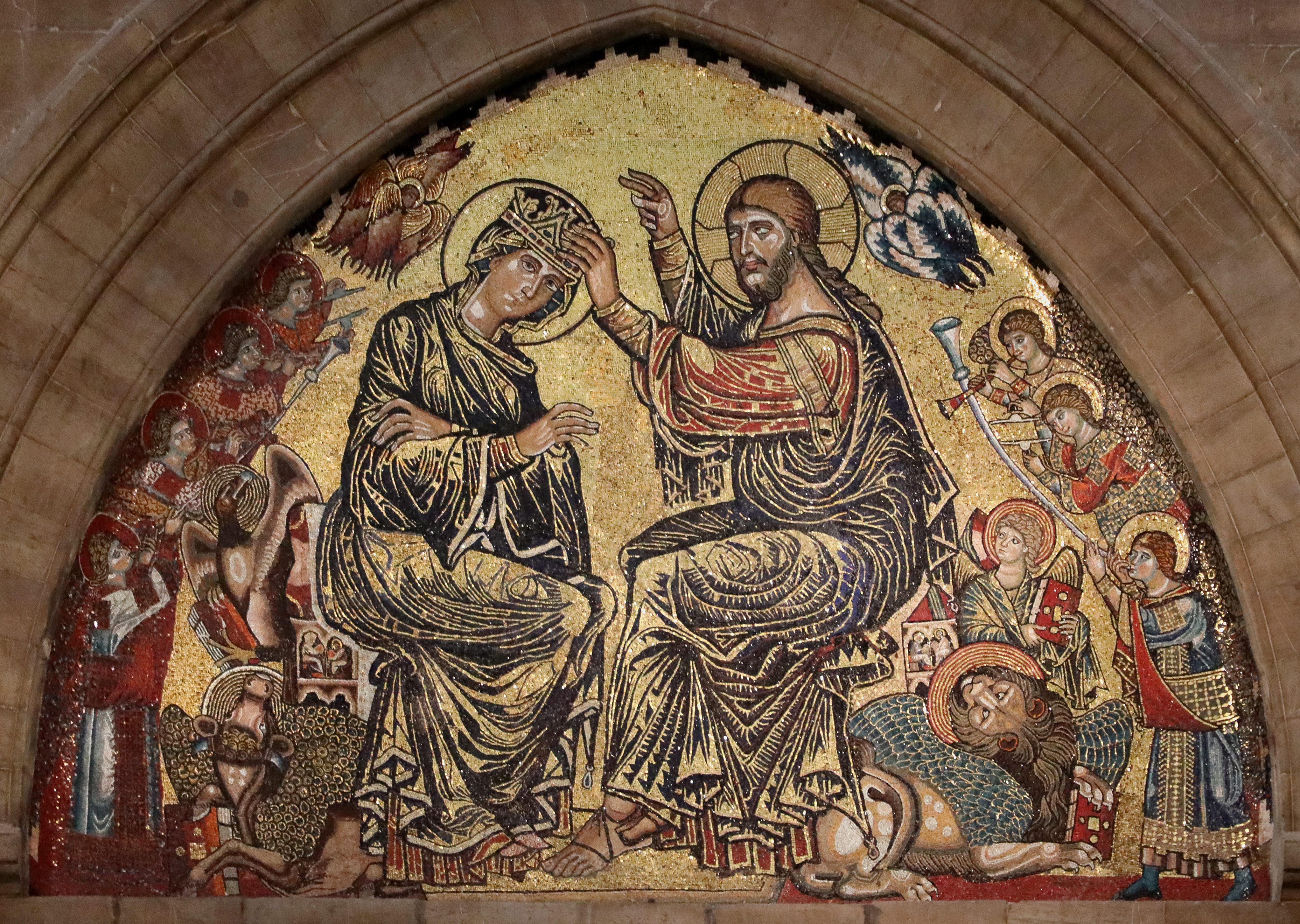
Mosaïque du  Couronnement de la Vierge à la  cathédrale Santa Maria del Fiore.

## Naissances
- Vers 1300 :
  - Taddeo Gaddi, peintre et mosaïste italien.
  - Francesco Talenti, sculpteur et architecte italien.
- 1301 :
  - Stefano Fiorentino, peintre italien.
  - Ni Zan, peintre chinois.
- Vers 1302 : Fang Congyi, peintre chinois.
- 1306 : Giovanni da Ponte, peintre italien de l'école florentine.
- Vers 1308 :
  - Andrea Orcagna, peintre, sculpteur, orfèvre, mosaïste et architecte florentin.
  - Wang Meng, peintre chinois.

## Décès
- Vers 1300/1305 : Qian Xuan, peintre chinois.
- 1302 : Cimabue, peintre italien[4].
- Vers 1302/1310 : Arnolfo di Cambio, sculpteur et architecte italien.
- 1306 : Araniko, peintre et architecte népalais.
- 1307 : Gong Kai, peintre chinois.